# Pennzoil
Pennzoil  (рус. Пеннзойл) — нефтяная компания в США, в 2002 году приобретенная компанией «Royal Dutch Shell». Штаб-квартира компании находится в городе Хьюстон, штат Техас.

## История
В 1889 году началась промышленная добыча нефти в штате Пенсильвания компанией «South Pen Oil Co.», дочерней компании «Standard Oil», принадлежавшей Джону Рокфеллеру. В 1960 году компания «South Pen» была преобразована в компанию «Penn's oil», а уже в 1963 году название компании изменилось на «Pennzoil». В 70-е годы штаб-квартира компании переехала из Пенсильвании в город Хьюстон, штат Техас.
В 70-90-е годы XX столетия компания традиционно занимала лидирующую позицию среди мировых компаний производителей смазочных масел различных типов по объему продаж. Компания также производила бензин и имела к 1989 году более ста автозаправочных станций на территории США. В 1990 году компанией были куплены активы компании «Jiffy Lube», также специализировавшейся на рынке смазочных масел и имевшей разветвленную сеть пунктов розничной продажи и авторемонтных мастерских. В 1998 году в ходе слияния двух компаний — «Pennzoil» и «Quaker State» образовалась новая компания «Pennzoil—Quaker State», которая уже в 2002 году была куплена компанией «Royal Dutch Shell».

## Каспий
Компания «Pennzoil» была одной из первых иностранных компаний, изъявивших желание принять участие в перспективной разработке нефтяных месторождений в азербайджанском секторе шельфа Каспийского моря. Согласно условиям контракта по освоению и разработки нефтяных месторождений Азери-Чыраг-Гюнешли компания должна была инвестировать в разработку месторождений 726 миллионов долларов США (9,81%), а доля прибыли компании в этом проекте составляла 2,46%. В 1999 году компания продала свой пай участия в этом проекте японской компании «Itochu».